# Valentin (centre commercial)
Pour les articles homonymes, voir Valentin.
Valentin est un centre commercial français situé dans la banlieue nord de Besançon, sur le territoire de la commune d'École-Valentin, dans la zone commerciale d'Espace Valentin.
Il s'agit du deuxième centre commercial de l'agglomération de Besançon en superficie, après Châteaufarine. Il est composé d'un hypermarché Carrefour et d'une galerie marchande comportant une cinquantaine de boutiques.

## Situation
Le centre commercial Valentin se situe au nord de Besançon, au croisement de l'autoroute A36, qui traverse la zone commerciale d'Espace Valentin d'est en ouest, et de la RN 57, qui la traverse du nord au sud. Il est desservi par la ligne 8 du réseau de transports en commun Ginko, et dispose d'un parc de stationnement de 1 232 places.

## Historique
Le centre commercial a été inauguré en 1984. Il a été entièrement rénové en 2017 et sa galerie marchande a fait l'objet d'une extension en 2020 pour porter sa surface commerciale de 4 100 m2 à 6 700 m2.